# Тиссен, Петер
Петер Адольф Тиссен (нем. Peter Adolf Thiessen; 6 апреля 1899, Швайдниц — 5 марта 1990, Берлин) — немецкий химик, активный участник программы по созданию первой советской атомной бомбы.

## Учёба и начало научной карьеры
Изучал химию во Фрайбургском, Грайфсвальдском и Гёттингенском университетах. Там же в 1923 он защищает диссертацию под руководством классика коллоидной химии Рихарда Зигмонди на тему «Критические исследования коллоидного золота». После защиты докторской диссертации в 1926—1932 годы — занимал временные посты доцента и неординарного профессора в университетах Гёттингена, Франкфурта и Мюнстера. В 1935 году получил приглашение ординарного профессора в университет Мюнстера. В этом же году получает приглашение возглавить Институт физической химии и электрохимии Общества Кайзера Вильгельма (сегодня Общество Макса Планка) в берлинском Далеме. Ещё в 1920-х состоял в НСДАП.

## Работа в берлинском Далеме (1935—1945 гг.)
Возглавляемый Тиссеном институт был крупнейшим из 30 институтов Общества кайзера Вильгельма (ОКВ), имел в штате около 100 сотрудников, самое современное на тот момент оборудование, а его бюджет превышал бюджеты десятка других важных институтов ОКВ в общей сложности. Профессор Тиссен занял в научно-исследовательском мире Германии накануне и во время войны одно из лидирующих положений. Он был руководителем сектора химии в государственном научно-исследовательском совете нацистской Германии. Это означало, что ему были известны все планы исследовательских работ в области химии и он имел доступ к ходу их выполнения и результатам. Тиссен также входил в руководство так называемого «химического штаба», который состоял из трех членов: председателя наблюдательного совета концерна И. Г. Фарбениндустри проф. Крауха, руководителя германского общества химиков государственного советника Шибера и самого Тиссена. Обладая феноменальной памятью, Тиссен знал не только направление исследовательских работ в области химии, но и был посвящён в тайны химической промышленности Германии, в её методы, планирование и находился в контакте с самыми крупными химическими промышленниками.
В Институте физической химии и электрохимии он участвовал в том числе в организации и проведении научных исследований по созданию химических отравляющих веществ для немецких вооруженных сил, в том числе «чудооружия» — отравляющего газа трифторида хлора (N- вещества). Вещество это никогда не было использовано в военных целях, зато оказалось эффективным при производстве фторидов урана. Он знал важнейшие научные секреты нацистской Германии и был одной из главных целей захвата научной элиты по окончании войны американскими спецслужбами и органами НКВД. Это же послужило причиной, почему в СССР быстро забыли его идеологическое прошлое.

## Работа в СССР (1945—1956 гг.)
По окончании Второй мировой войны был вывезен НКВД в СССР и работал в атомной программе по созданию первой советской атомной бомбы. С 1945 по 1950 год он работал на объекте «A» — созданном НКВД на базе санатория «Синоп» возле Сухуми. На этом же объекте «A» под руководством другого известного немецкого ученого — барона фон Арденне работала группа немецких «трофейных» специалистов над созданием электромагнитных методов разделения изотопов урана. Профессор Тиссен возглавил группу по созданию металлических никелевых фильтров для газодиффузионного обогащения изотопов урана, также в круг его научных задач входили проблемы коррозии. Его группой были созданы новый тип трубчатых никелевых фильтров для газофазного обогащения изотопов урана и организовано производство этих фильтров на заводе города Электросталь.
С октября 1948 по март 1949 года он вместе с Хайнцем Барвихом был прикомандирован в Новоуральск («Свердловск-44»), названным им «Кефирштадтом», здесь им были выполнены успешные работы по улучшению качества диафрагменных фильтров и антикоррозионной стойкости всего технологического оборудования в агрегатах газодиффузионного разделения урана. Здесь же, на одном из заседании Техсовета, ему единственный раз пришлось увидеть живьём Берию и обменяться с ним репликами. Он скромно пожаловался Берии, что им зря запрещают напрямую общаться с советскими специалистами.
В 1951 году за свои работы по созданию фильтров он получил Сталинскую премию первой степени. После испытания первой советской атомной бомбы его, как и других немецких учёных, отстранили от «секретных» работ.
Из Постановления СМ СССР № 3089-1203сс/оп г. Москва, Кремль; 8 июля 1952 г. Сов. секретно (Особая папка):
«5. Обязать Первое главное управление при Совете Министров СССР (тт. Ванникова Завенягина):
а) перевести из НИИ-5 (СФТИ) на завод № 12 г. Электросталь проф. Тиссена и 2 советских специалистов для работы по улучшению технологии производства трубок „МФ“4 и разработки новых типов трубок „МФ“;б) рассмотреть и с участием проф. Тиссена решить вопрос о привлечении его к работам в области физической химии».
После этого он долго ещё находился в Советском Союзе на «карантине», работая в Институте физической химии АН СССР в отделе академика П. А. Ребиндера, здесь Пётр Адольфович Тиссен, как стали называть его советские коллеги, начал свои фундаментальные работы по трибологии и физико-химической механике.
Указом Президиума Верховного Совета СССР от 20 ноября 1956 года за успешное выполнение специального задания Правительства награждён орденом Трудового Красного Знамени.

## Возвращение в Германию
В 1956 году возвратился в ГДР. До 1964 года был директором Института физической химии Академии наук ГДР.

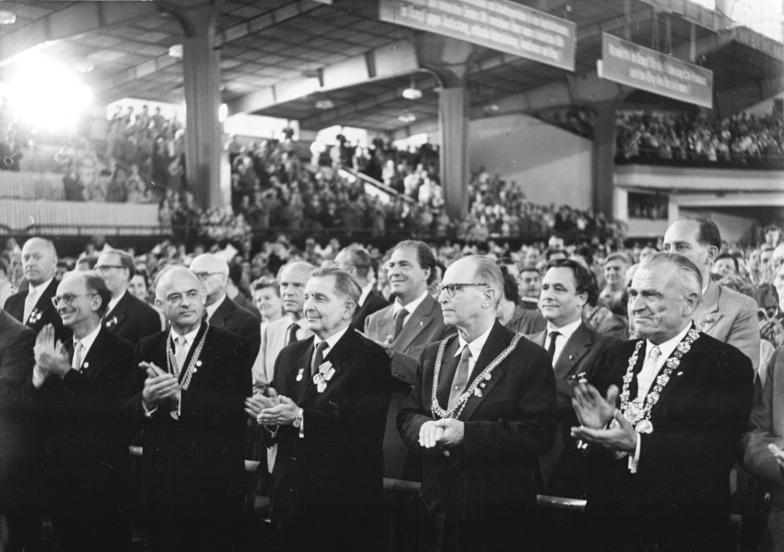
Петер Тиссен на 5 съезде СДПГ в центре делегации учёных

## Организации
- 1925−1928 и с 1933 опять — член Национал-социалистической немецкой рабочей партии (Партийный билет Nr. 3096)
- 1939—1945 — член Прусской академии наук
- c 1955 — член Академии наук ГДР
- 1957—1965 — Председатель Научного совета ГДР
- 1960—1963 — беспартийный член Государственного Совета ГДР
- 1966 — иностранный член АН СССР

## Награды
- Лауреат Сталинской премии (1951)
- Государственная премия СССР (1956)
- Орден Ленина
- Орден Трудового Красного Знамени (20.11.1956)
- Орден Дружбы народов (1979)
- Национальная премия ГДР (1958)
- Медаль Гельмгольца (1981)

## Труды
- Thermisch-mechanische Materialtrennung. Reihe: Der Chemie-Ingenieur. Band I, Teil 3. Leipzig 1933 (als Mitautor)
- Grundlagen der Tribochemie. Berlin 1967 (als Mitautor)
- Blick ins nächste Jahrzehnt: Entwicklungswege der Wissenschaften. Jena 1968